# Samuele Marzoli
Samuele Marzoli (Fiorenzuola d'Arda, Piacenza, Emília-Romanya, 1 de març de 1984) és un ciclista italià, que fou professional del 2004 al 2009. Combinà el ciclisme en pista, amb la carretera.

## Palmarès en pista
- 2003
  -  Campió d'Europa sub-23 en Scratch
  -  Campió d'Itàlia de Madison (amb Marco Villa)
  -  Campió d'Itàlia de Scratch
- 2004
  - 1r als Sis dies de Fiorenzuola d'Arda, amb Giovanni Lombardi

## Palmarès en ruta
- 2008
  - 1r a la Coppa Caivano
  - 1r a la Copa Ciutat de Melzo